# Sabrina Tricaud
Pour les articles homonymes, voir Tricaud.
 (octobre 2017).
Si vous disposez d'ouvrages ou d'articles de référence ou si vous connaissez des sites web de qualité traitant du thème abordé ici, merci de compléter l'article en donnant les références utiles à sa vérifiabilité et en les liant à la section « Notes et références ».
Sabrina Tricaud est une historienne française.

## Biographie
Agrégée d’histoire, Sabrina Tricaud a enseigné dans le secondaire, en collège et en lycée, à l’Université de Paris X Nanterre ainsi qu’à l’IEP de Paris. Elle a été, durant six ans (2005-2011), chargée de recherches auprès de l'Institut Georges-Pompidou (Paris). En son sein, elle a notamment participé à la mise en œuvre et à la numérisation du programme d'archives orales porté conjointement par l'Institut Georges Pompidou et les Archives nationales de France.
Sabrina Tricaud a soutenu un doctorat d'histoire contemporaine à l'Université Paris X Nanterre en 2011, sous la direction du professeur Gilles Le Béguec : L'entourage de Georges Pompidou (1962-1974). Institutions, Hommes et pratiques est publié en 2014 chez PIE-Peter Lang.
Elle est depuis septembre 2019 professeur d'histoire en classes préparatoires aux grandes écoles (Lettres supérieures et Premières supérieures) au Lycée du Parc à Lyon.
Spécialiste d’histoire politique, elle a participé à de nombreux colloques et ouvrages collectifs sur la Cinquième République, son personnel politique, les entourages et les cabinets ministériels. Ses travaux de recherche portent également sur l’histoire des femmes et du genre, en particulier sur les femmes politiques françaises au cours des trente glorieuses. Elle entend apporter des éclairages nouveaux sur ce qui fut longtemps l'exclusion des femmes de la vie politique française en questionnant les facteurs d'inclusion des candidates, des militantes et des élues. Elle prône une histoire inclusive des femmes en politique, à partir des femmes entrées dans la vie politique, qui permet, a contrario, de mieux comprendre les facteurs d'exclusion des autres. Elle a notamment collaboré au Dictionnaire des féministes paru aux PUF en 2017.
Le 12 mai 2025, elle reçoit des mains d'Eric Roussel les insignes de Chevalier de l'Ordre national du mérite à l'Institut de France.

## Publications

### SurGeorges Pompidouet les années Pompidou
- Les Années Pompidou, Paris, Belin, octobre 2014[3].
- L’entourage de Georges Pompidou (1962-1974). Institutions, Hommes et Pratiques, Bruxelles, PIE-Peter Lang, 2014.
- Cent symboles pour raconter la France, Paris, éditions du Palais, 2012.
- (avec Bernard Lachaise) Georges Pompidou et Mai 1968, Bruxelles, PIE-Peter Lang, 2009.
- (avec Jean-Paul Cointet et Bernard Lachaise) Georges Pompidou et les élections (1962-1974), Bruxelles, PIE-Peter Lang, 2008.
- La fabrique de l'histoire, Georges Pompidou, un président normalien, France-Culture : Dans la bibliothèque des présidents (3/4), 2017.
- L'info dans le rétro, Public Sénat : La droite, le peuple, les référendums, 2016.

### Sur l'histoire des femmes politiques
- « Candidates et élues gaullistes au Palais-Bourbon de 1958 à 1973 », Histoire@Politique. Politique, culture, société, no 17, mai-juillet 2012 .
- « Les femmes : Femmes et partis politiques », dans François Audigier, David Colon et Frédéric Fogacci, Les partis politiques. Nouveaux regards. Une contribution au renouvellement de l’histoire politique, Bruxelles, PIE-Peter Lang, 2012, p. 121-128.
- « Trajectoires féminines dans les entourages politiques : l’exemple de Marie-France Garaud, Richelieu en jupons », Parlement[s]. Revue d’histoire politique, no 19, L’Harmattan, 2013, p. 49-60.